# Egas Moniz, o Aio
Egas Moniz IV de Riba Douro, dito O Aio (c. 1080 – 3 de agosto de 1146) foi um rico-homem portucalense, da linhagem dos Riba Douro, uma das cinco grandes famílias do Entre-Douro-e-Minho condal do século XII. Chamado nos nobiliários medievais “o honrado e bem-aventurado Dom Egas Moniz de Ribadouro” (por ter sido natural desta região e ter possuído a maior parte dos domínios), e conhecido, nas Inquirições do séc. XIII, por meono Dom Egas[a]. Egas Moniz evidenciou-se pela sua agitação política e guerreira que determinou a queda da rainha Teresa e o advento de Afonso Henriques, seu “criado” ou pupilo, função da qual adveio o seu cognome.

## Primeiros anos
Desconhecidos ou confusos são os principais acontecimentos da sua vida e as suas origens. Nascido provavelmente por volta de 1080, é geralmente considerado filho de Monio Ermiges de Ribadouro e Meana D. Ouroana[a]. Desta forma seria neto de Ermígio Viegas, bisneto de Egas Moniz o Gasco e desta feita trineto do primeiro membro conhecido da família. É numerado IV, pois terão existido antes dele pelo menos mais três Egas Moniz no conjunto da sua família.
A sua primeira notícia será porventura de 1102, quando é encarregado de povoar a terra de Zurara da Beira (atual concelho de Mangualde), em nome dos condes Henrique de Borgonha e Teresa de Leão.

### As primeiras intervenções políticas no Condado
O Condado Portucalense, apesar de ser governado por Henrique e Teresa de facto, era nominalmente dependente (de jure) do Reino de Leão e Castela, então regidos pelo Imperador Afonso VI de Leão, então já nos últimos anos de vida. Em 1109 seria sucedido pelo herdeiro mais velho sobrevivente: neste caso a sua filha Urraca de Leão e Castela. Já então viúva do seu primeiro esposo, Raimundo de Borgonha, que precedera o sogro na morte (1107).

#### A repressão árabe de Lamego
Atribui-se-lhe ação decisiva numa batalha em Arouca, ganha sobre o régulo Ecca Martins, que pode na verdade não ter passado de uma revolta da população árabe em Lamego, da qual repressão Egas teria sido encarregado, dada a proximidade do local da confusão com a zona onde Egas deteria grandes bens patrimoniais. A revolta poderia ter sido posterior a 1109, como uma consequência das várias dissidências políticas e sociais que daí resultaram, e que teriam contribuído para a sequência de acontecimentos que fazem do reinado de Urraca um dos mais graves períodos de desordem dos Reinos de Leão e Castela. Confusões estas de que as populações árabes se teriam aproveitado. Desta forma, Egas Moniz confiscou as terras a essa população como represália, confinando os domínios do régulo ao couto de Vila Seca (concelho de Armamar). 

## Da ascensão na corte condal à revolta de 1127-28

### Magnate de corte

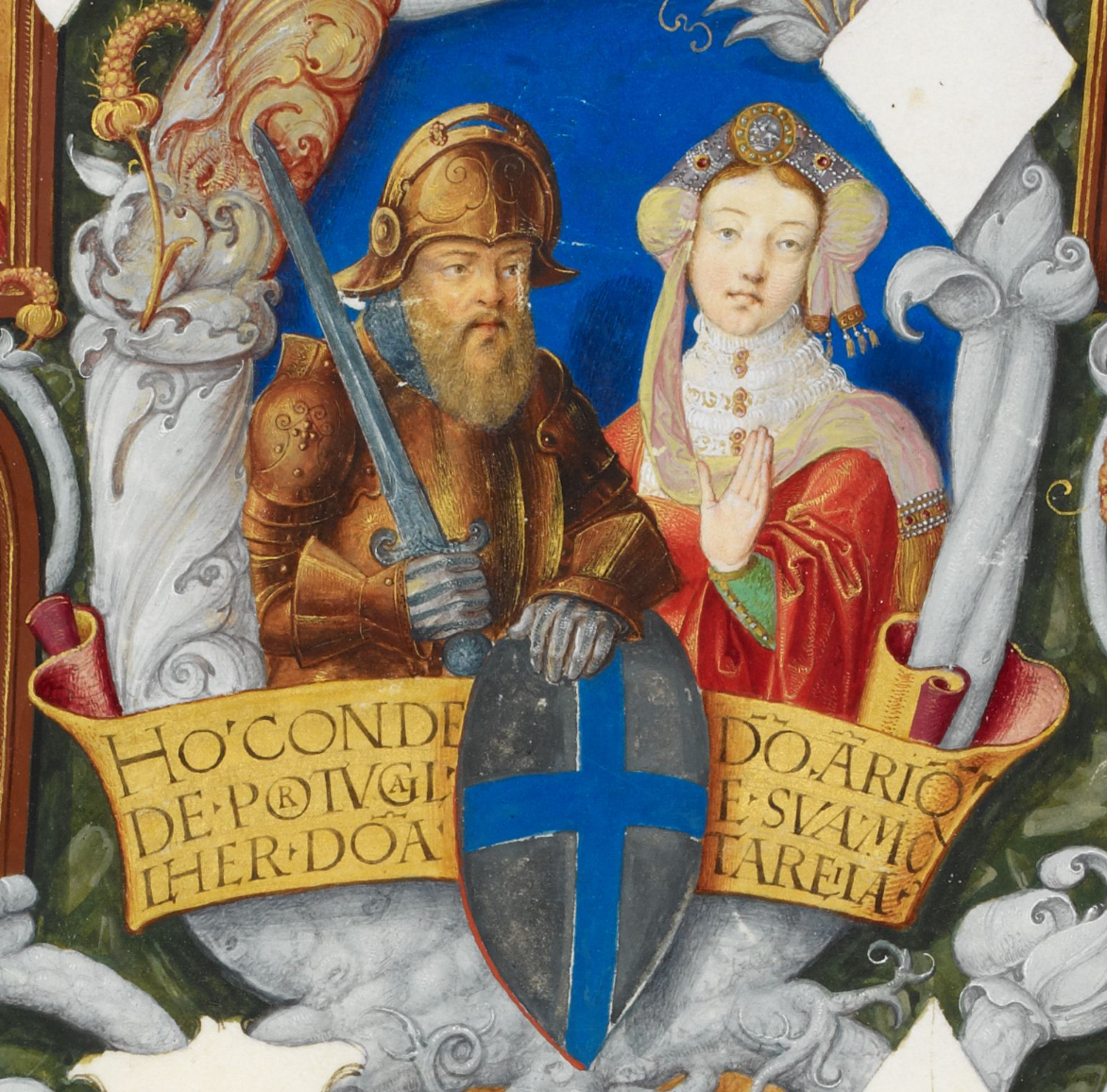
Os condes Henrique e Teresa.

Desdea vitória sobre os árabes de Lamego, Egas Moniz recebe toda a confiança dos pais de Afonso Henriques. Provavelmente como agradecimento, os condes doaram ao magnate a terra de Britiande, junto de Lamego, que seria na verdade uma das terras antes detidas pelo derrotado régulo. Assume também um papel mais central na corte condal: juntamente com Pero Gonçalves e Egas Gosendes de Baião, é um dos três grandes barões no tempo do governo da rainha Teresa, aos quais o Papa se dirige para solucionar questões entre os próprios clérigos (como o caso da carta de Pascoal II a Teresa na questão da união do bispado de Lamego ao do Porto ou ao de Coimbra, acesa entre os bispos D. Hugo e D. Gonçalo). A partir de então confirma várias escrituras. Por esta altura já havia enviuvado da primeira mulher, Dórdia Pais, e terá casado uma segunda com a juvenil filha do “conde das Astúrias”, Teresa Afonso.
Em 1111 surgiu como tenente da Terra de S. Martinho (perto de Ponte de Lima). Logo após a morte do conde Henrique (1112), Egas é nomeado príncipe colimbriense pela sua viúva, com os tenentes de Coimbra, Viseu, Lamego, Seia e Feira sob o seu mandado, continuando neste cargo o alvazil Sisnando Davides e o próprio conde Henrique. 

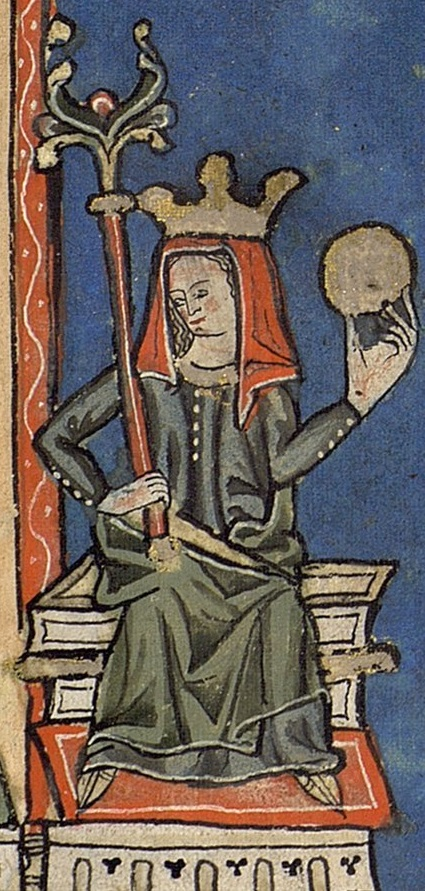
Teresa como Rainha de Portugal

Teresa era quem governava o Condado Portucalense, como legítima herdeira de seu pai, Afonso VI de Leão, e representava coerentemente os seus interesses, revoltando-se inclusive contra a sua irmã Urraca, e empreendendo grandes conquistas para leste. Teresa chegaria inclusive a intitular-se Rainha de Portugal, por direito próprio, a partir de 1116, sendo reconhecida como tal pelo Papa Pascoal II, pela sua irmã, Urraca de Leão e, posteriormente, por seu sobrinho Afonso VII de Leão. Passa a assinar como Ego regina Taresia de Portugal regis Ildefonssis filia.

#### A ascensão de Afonso VII de Leão e o enfraquecimento de Teresa
Porém, por morte de Urraca de Leão em 1126, sucede-lhe no trono Afonso VII, o qual readopta o título de imperador de toda a Hispânia do avô, procurando a vassalagem dos demais reinos, incluindo entre eles também o Condado Portucalense, que há muito demonstrava tendências autonomistas. 

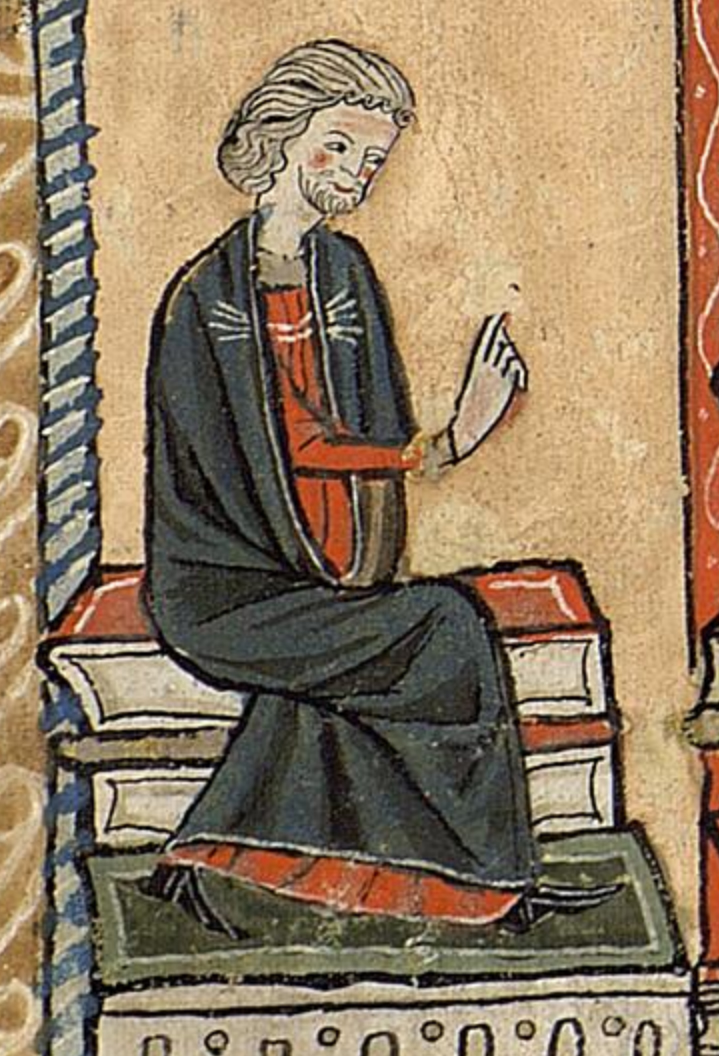
Bermudo Peres de Trava

Tudo mudaria em Portugal com a entrada de dois magnates galegos, irmãos: Bermudo Peres de Trava e Fernão Peres de Trava. A influência que passaram a exercer na rainha de Portugal foi forte o suficiente para afastar Egas Moniz dos seus cargos: Fernão passa a governar a tenência de Coimbra e Bermudo as de Viseu e Seia. Apesar de não ter sido expulso do governo de Lamego, Egas encontrava-se submetido a Fernão Peres.
É desta forma compreensível que Egas Moniz começasse a não ver com bons olhos os dois galegos e muito menos o mau governo que Teresa começava a protagonizar: Fernão Peres de Trava chegava inclusive a surgir na documentação como príncipe consorte (o que não era). Assim, como um dos principais lesados das más decisões que a rainha começava a tomar, terá sido o responsável pelas primeiras agitações tumultuosas da nobreza.
Egas apercebe-se ainda de que os dois galegos são interventores dos dirigentes galegos Pedro Froilaz de Trava (pai dos dois magnates) e Diego Gelmírez, Arcebispo de Santiago, interessados em travar a marcha da libertação portuguesa pela qual a rainha, que até então se batera ferozmente, se deixava enredar neste ardil. 
A submissão a Afonso VII protagonizada por Teresa, por esses anos, levava Egas Moniz, cabeça da irrequieta nobreza portucalense e guardião do futuro de Portugal, agora ameaçado, na pessoa do infante, a colocar todas as esperanças no seu protegido.

### A educação do herdeiro Afonso e as primeiras revoltas
A acrescentar à doação de Britiande, e como prova de confiança, os condes haviam-lhe entregue o pequeno Afonso Henriques, o herdeiro, aquele que um dia viria a suceder a seus pais, para ser educado por ele, recebendo-o desta forma nas suas quintãs de Cresconhe e Britiande. 
O infante crescia “em idade e boa índole” por educação do seu Aio, que amiúde lhe deve ter pintado a sujeição em que Portugal ia recuando no caminho da libertação quase conseguida, a dependência cada vez maior dos galegos a que Portugal se sujeitava na pessoa da sua rainha. O infante que Egas criara e agora incitava à revolta, apesar da ainda curta idade, era, desta forma, também afetado pela vinda dos magnates galegos, que lhe passaram a ser apresentados como os seus inimigos e os que mais ameaçavam a sua herança.
Com efeito, Afonso Henriques mostra a sua rebeldia contra a mãe nos inícios de dezembro de 1127, na carta de couto à ermida de S. Vicente de Fragoso; no próprio documento surge como “conde de Neiva” (ou “tenente de S. Martinho”) e surgem a apoiá-lo: o conde Afonso (que seria provavelmente sogro de Egas Moniz), Lourenço (que poderia já ser o seu filho mais velho) e outros. Em maio do ano seguinte, Egas Moniz volta a apoiar novas rebeldias do seu pupilo (como o foral a Constantim de Panoias, e talvez a doação de Dornelas à Ordem do Hospital), tendo anteriormente, por exigência de situações delicadas dos rebeldes, levado o pupilo a reconciliações fingidas com a mãe. 

## A luta pela independência

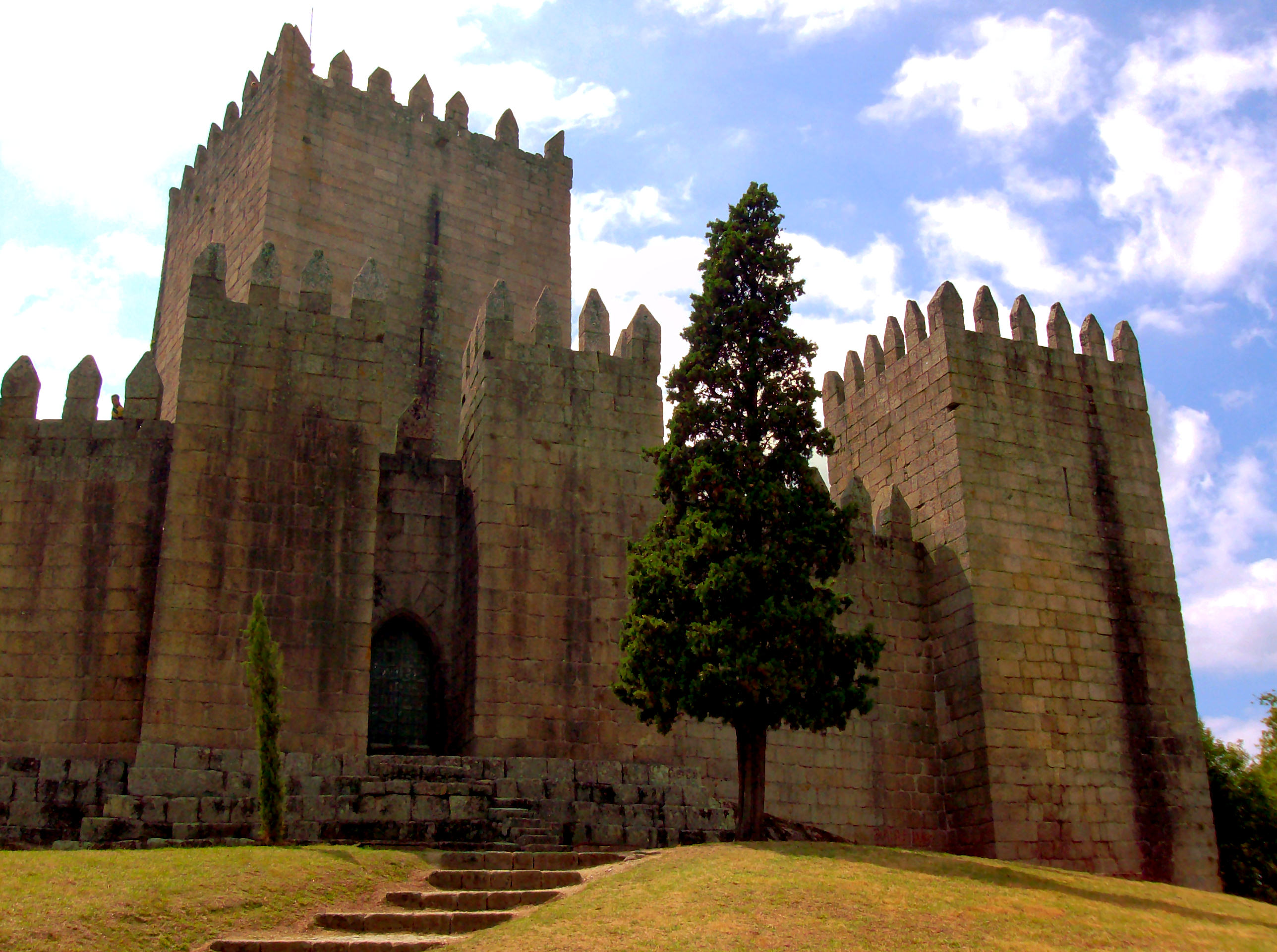
O Castelo de Guimarães, junto ao qual se travou uma das mais importantes batalhas da resistência portuguesa.

A mais flagrante das investidas contra a suserania leonesa dá-se em março (ou inícios de abril) de 1128, forçada pela vinda a Portugal do Imperador Afonso VII em pessoa. Este havia preparado a sua viagem pré-nupcial a Barcelona por mar, para se casar, e desejara uma solução pacífica para o conflito português. Partiu, assim, para o seu destino, do qual não regressaria antes de novembro de 1128, uma vez que entre Barcelona e Leão-Castela se encontrava Aragão, governado pelo padrasto e um dos seus maiores adversários, Afonso O Batalhador.
Os rebeldes aproveitam a ocasião: em maio, estão com Egas Moniz em rebeldia definitiva contra a rainha Teresa. Egas desaparece por uns tempos da documentação, provavelmente estando nos seus domínios pessoais no Ribadouro a levantar gentes de armas com que interviria na batalha, que se trava junto ao Castelo de Guimarães, o foco dos revoltosos, no dia de S. João de 1128, batalha que ficaria conhecida como a célebre Batalha de São Mamede. Diz-se que o infante fora batido, e ia fugindo dos campos quando encontra Egas Moniz à testa das suas gentes de armas: ambos vão sobre os “estrangeiros”, que dizem “indignos”, e “esmagam-nos”. Após a ação, Egas acompanha o infante, submetendo resistências a sul do Douro. 
Apesar de lidar com Aragão, nada impediu Afonso VII de combater Portugal: protegendo-se de Aragão, mas pretendendo uma ofensiva na frente ocidental de guerra, trava a “batalha” de Arcos de Valdevez (ou da Veiga da Matança, nome que ainda perdura), provavelmente no final de 1128 ou no início de 1129. Infelizmente, Afonso Henriques e Egas Moniz não conseguiram conter o avanço do Imperador e retiraram-se para Guimarães com a grande nobreza: os irmãos Gonçalo Mendes de Sousa e Soeiro Mendes de Sousa; Garcia, Gonçalo, Henrique e Oveco Cendones; Mem Moniz de Riba Douro e Ermígio Moniz de Riba Douro, irmãos de Egas; Egas Gosendes de Baião; o conde Afonso (provável sogro de Egas Moniz); os filhos mais velhos do Aio (Lourenço, Ermígio e Rodrigo Viegas), e outros, como Garcia Soares, Sancho Nunes, Nuno Guterres, Nuno Soares, Mem Fernandes, Paio Pinhões, Pero Gomes, Mem Pais, Romão Romanes, Paio Ramires, Mem Viegas, e Gueda Mendes.
A situação dos sitiados é precária, mas Egas deixa Afonso Henriques atuar com os seus nobres: os irmãos (Paio, Soeiro e Gonçalo Mendes da Maia); mais tarde seriam conduzidos também por Egas Moniz, que os terá levado com ele para uma negociação de paz com Afonso VII em troca da obediência do infante. 
Mas contrariamente ao que se costuma relatar, Afonso Henriques nunca foi pressionado para cumprir a palavra dada ao Imperador; aliás essa promessa dos nobres é imediatamente quebrada em 1130 com a invasão da Galiza, travando-se a Batalha de Cerneja (1137), da qual saem vitoriosos os portucalenses. Afonso VII não pôde conter as invasões dadas as querelas com o padrasto em Aragão.
A fidelidade de Egas Moniz à causa de Afonso Henriques foi largamente recompensada, fazendo-o senhor de vários domínios. Logo em 1128, quando Afonso Henriques confirma o foral dado a Guimarães pelos pais, Egas era, na verdade, um dos burgueses que comigo suportaram o mal e o sacrifício em Guimarães, cujos privilégios incluíamː nunca dêem fossadeira das suas herdades e o seu haver onde quer que seja esteja a salvo e quem o tomar por mal pague-me 60 soldos e dê, além disso, o haver em dobro ao seu dono.

## Mordomo e magnate povoador
Entre 1131 e 1132, Egas Moniz figura pouco na corte, uma vez que se encontrava a povoar as numerosas terras que o rei lhe concedera, algumas desabitadas ou inabitáveis, cobertas de florestas povoadas de feras e acidentado de altas montanhas, áridas, pedregosas e bravias. 

### As cartas de foro e a proteção de mosteiros
Egas Moniz e Teresa Afonso exerceram o governo das suas terras, distribuindo cartas de foro ou de povoação a diversas localidades: aldeias como Cetos (carta de 1139); Lama Redonda, junto à honra de Tões; Britiande, em Lamego, onde principiara a fazer “quinta, morada e capela em que lhe cantavam missas”, apontando-se-lhe ainda hoje uma velha casa que seria a sua morada; ou Ucanha, na honra de Argeriz.
Em março de 1134, o infante doa-lhe e a Teresa Afonso sua esposa a vila de Tarouquela, que venderam, no mesmo ano, a dois nobres esposos para um fim piedoso (a fundação do Mosteiro de Tarouquela). A sua esposa foi a principal responsável pela fundação do Mosteiro de Salzedas, ao qual ambos terão deixado bens. Mas o mosteiro mais protegido por Egas Moniz foi o Mosteiro de Paço de Sousa, situado numa região onde viveram antepassados seus e onde ele próprio possuía honras de património. Parece que junto ao mosteiro ordenou a construção de aposentos seus (ou paços), com uma torre, existentes ainda no século XVIII.
A obra povoadora do Aio é lembrada sobretudo na região do Ribadouro, e foi tão venerada que ainda dois séculos depois, no decorrer das Inquirições Gerais era chamado Meono[a].

### A mordomia
Em abril de 1132, Egas Moniz está em Arouca com o infante, em companhia do qual se conservará nos anos seguintes porque era seu “prudentíssimo conselheiro”, a cuja conta corria o peso maior dos negócios do reino; assim o encontramos em Paredes (talvez a “vila” do Aio em Resende), em maio de 1133.
A 25 de dezembro de 1134 Egas Moniz aparece pela primeira vez com o cargo de mordomo-mor da corte. Numa doação de 25 de março de 1136, Egas Moniz diz de si próprio: “sum maiordomus de casa de illo infante”. Nas ausências a que o obrigavam as suas obras povoadoras, é sempre substituído por um nobre: Ermígio Moniz seu irmão (e antecessor no cargo), segundo documento de março de 1135; Mendo Afonso, num documento de novembro de 1135; e Álvaro Pires, num documento de março de 1142.
Em 1139, ao que parece, toma parte numa das mais célebres ações de Ourique, com alguns dos seus filhos, e no ano seguinte, participa na reconquista de Trancoso, destruída por Omar após Leiria, e ajuda à derrota desse árabe. 
No regresso a Lamego com Afonso I, já rei, assiste ao lançamento da primeira pedra da igreja do mosteiro de S. João de Tarouca, ao qual protegeu com dádivas em dinheiro. Nesta altura, segundo parece, já a sua mulher se aposentava nas suas casas de Britiande. Diz-se que, em cumprimento de uma promessa que fizera ao partir para o sacrifício em Castela, caso regressasse ileso, e como gratidão por se ter salvo milagrosamente de um perigo de caça corrido com dois ursos, principiou a fundação do mosteiro da Estrela, que foi última pelo seu filho Lourenço Viegas.

## Morte
A última notícia de Egas data de 1 de setembro de 1145, num documento de chancelaria, ainda como mordomo, mas depois desapareceu. Acredita-se que terá voltado ao Mosteiro de Paço de Sousa como familiar, para residir nos paços que mandara construir. Combinando os elementos da inscrição tumular e de um antigo necrológio do Mosteiro de Salzedas, deduz-se que faleceu a 3 de agosto de 1146. 

### Testamento
Já em 1141 mandara escrever uma carta-testamento à sua mulher, mas o seu testamento parece ser outro, e possivelmente posterior a 1145. Legou muitos bens, móveis e imóveis, ao Mosteiro de Paço de Sousa, entre os quais ornamentos e alfaias para a igreja e os padroados de outras igrejas como S. Tomé de Canas (Penafiel) ou S. Maria de Barrô (São Martinho de Mouros).
Os seus filhos desapareceram com ele dos cargos curiais, para provavelmente fazerem a partição dos bens do pai com a mãe. Só em 1147 voltariam à corte. Ao seu filho Lourenço, passaram os cargos curiais (tenente de Lamego, sendo aí sucedido pelo irmão Soeiro), “conde” e senhor de Neiva e ajudante na governação do reino, bem como a honra de Fonte Arcada; a Soeiro ficaram as honras de Vila Cova, Fontelo, etc.; a Afonso Viegas Moço as honras de Resende, Alvarenga, Lumiares, etc.; a Elvira, a honra de Britiande; a Dordia, a honra de Lalim; a Urraca, a honra de Mezio. Aos restantes filhos dividiu os restantes bens por igual. 

### Sepultamento

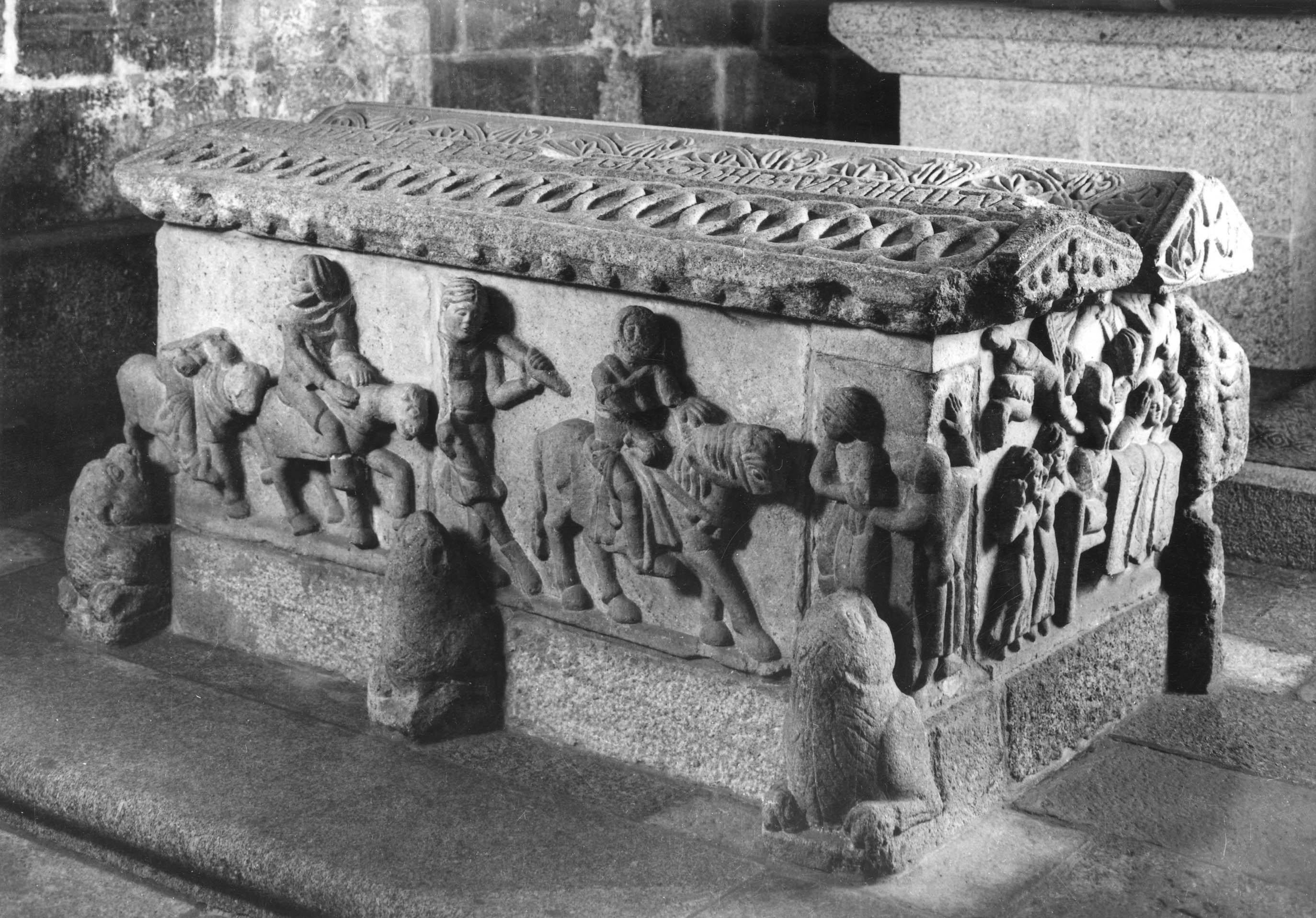
Sepultura de Egas Moniz IV, no Mosteiro de Paço de Sousa.

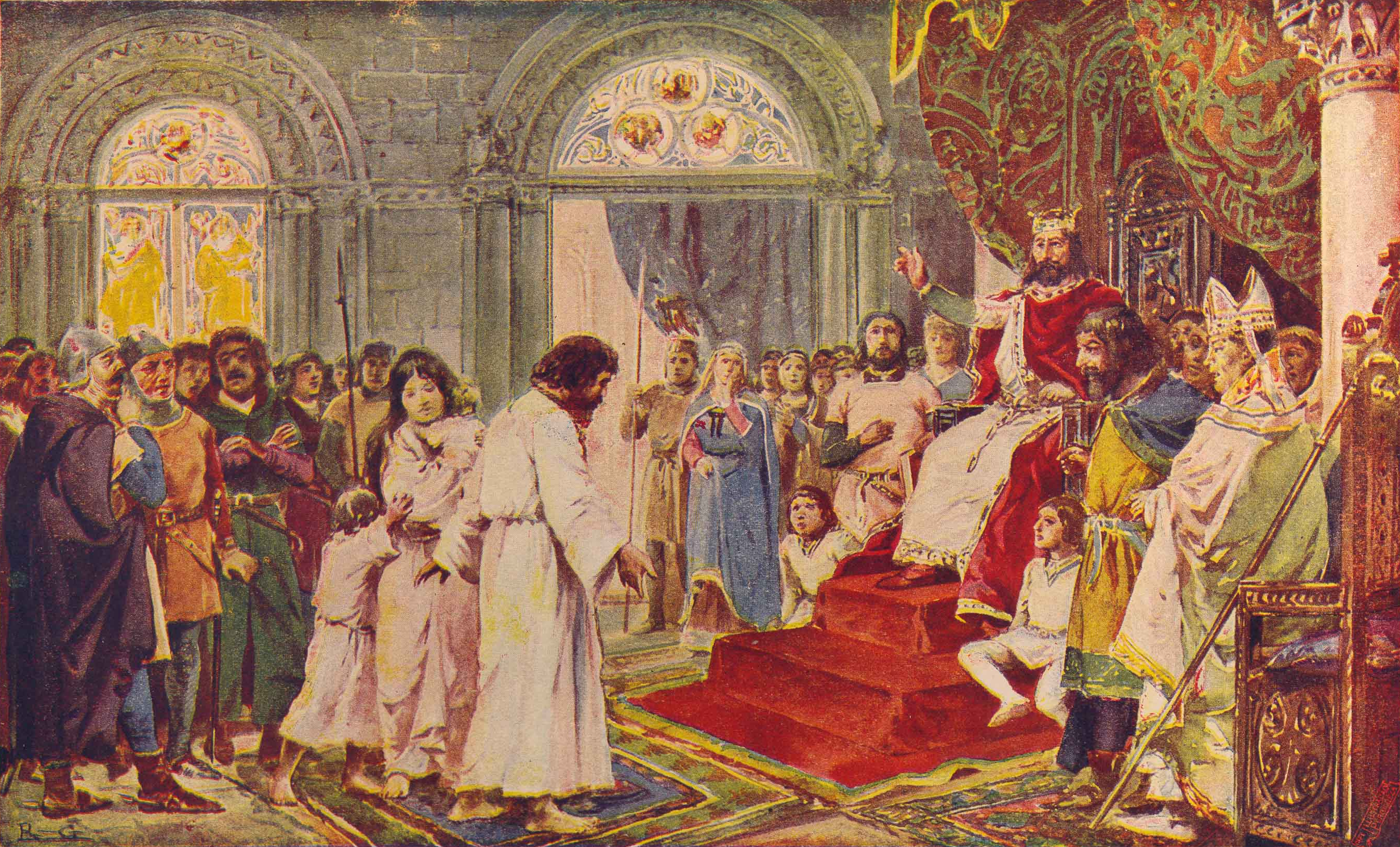
Uma das muitas representações da lenda da submissão de Egas Moniz, por Roque Gameiro.

Egas Moniz foi sepultado no Mosteiro de Paço de Sousa, fundado pelos seus antepassados. Segundo um cronista beneditino: 
Citação: Na face da pedra do sepulcro, estava esculpida em relevo a imagem do mesmo Egas Moniz posta a cavalo, com uma corda lançada ao pescoço, como quem vai a justiçar, e da própria sorte…estavam outras sepulturas de seus filhos, todos retratados com seus baraços nas gargantas…
Existe de facto um cenotáfio historiado no Mosteiro de Paço de Sousa (que integra a Rota do Românico do Vale do Sousa), do qual Egas foi inclusive padroeiro, referido tradicionalmente como Túmulo de Egas Moniz O Aio.
A análise aos restos de Egas Moniz, encontrados não dentro mas sob o seu túmulo, demonstraram que era um homem de estatura descomunal e de forças invulgares, que bem se harmonizam com o vigor hercúleo de todas as suas ações conhecidas: guerreiras, políticas e povoadoras, com que gozou o título posterior de “honrado e bem-aventurado”.

## Posteridade
O território da sua tenência de Lamego que, sendo diocese, andava ligado à de Coimbra por via dessa circunstância, emancipa-se logo após a morte de Egas Moniz, libertando-se da diocese de Coimbra, porque a população cristã crescera e haviam-se fundado ou reconstruído igrejas, o que sucedera claramente durante o governo de Egas Moniz IV, a quem se deve atribuir a admirável obra de povoação.

### A lenda de Egas Moniz
Durante o cerco de Afonso VII a Guimarães, então sede política do condado, o Imperador teria exigido um juramento de vassalagem a seu primo Afonso Henriques; Egas Moniz dirigiu-se ao imperador, comunicando-lhe que o primo aceitava a submissão. Contudo, depois de deslocar a sua capital para Coimbra (1131), Afonso Henriques sente-se com força para destruir os laços que o ligavam a Afonso VII; faz-lhe guerra e invade a Galiza. Como Afonso Henriques não cumpriu o acordado por seu Aio, Egas Moniz, ao saber do sucedido, ter-se-ia deslocado a Toledo, a capital imperial, acompanhado da mulher e dos filhos, todos descalços, vestidos de branco e com um baraço ao pescoço. Apresentando-se assim ao Imperador, deixou-o dispor da sua vida e da dos seus, como penhor pela manutenção do juramento de fidelidade prometida por ele mas não cumprida pelo pupilo. Diz-se que o imperador, comovido com tanta honra, o perdoou e mandou-o em paz de volta a Portugal. Esta parte da vida de Egas Moniz é recontada por Camões no Canto III dos Lusíadas (estrofes 35-40).

## Casamento e descendência
O primeiro casamento de Egas Moniz foi com Dórdia Pais de Azevedo (1080 – c.1124), filha de Paio Godins de Azevedo, de quem teve:
- Lourenço Viegas O Espadeiro, casou com Maria Gomes de Pombeiro, filha de Gomes Nunes de Pombeiro e de Elvira Perez de Trava (Traba, Galicia/Espanha).
- Afonso Viegas O Moço,[2] casou com Aldara Pires Espinhel, filha de Pedro Gomes Espinel e de Teresa Anes de Paravinas.
- Mendo Viegas, faleceu cedo, mas terá deixado descendência, que dará origem aos Fonsecas[6].
- Ermígio Viegas III, não casou nem teve descendência.
- Rodrigo Viegas.

O segundo casamento foi com a Condessa Teresa Afonso de Celanova (m. c.1171), filha de Afonso Nunes de Celanova, de quem teve:
- Dórdia Viegas, casou com Gonçalo Mendes de Sousa O Bom,[2] filho de Mem Viegas de Sousa e de Teresa Fernandes de Marnel.
- Soeiro Viegas, casou com Sancha Bermudes de Trava, filha de Bermudo Peres de Trava e de Urraca Henriques, infanta de Portugal, filha de Henrique de Borgonha, conde de Portucale e de sua esposa Teresa de Leão.
- Elvira Viegas, casou com Pedro Pais da Maia, filho de Paio Soares da Maia e de Châmoa Gomes.
- Urraca Viegas, casou por duas vezes, a primeira com Gonçalo Rodrigues da Palmeira e a segunda com Vasco Sanches de Celanova.
- Ermesinda Viegas II, referenciada na posse de bens que foram de Egas Moniz, o que torna possível que fosse também sua filha.